# 松平定和

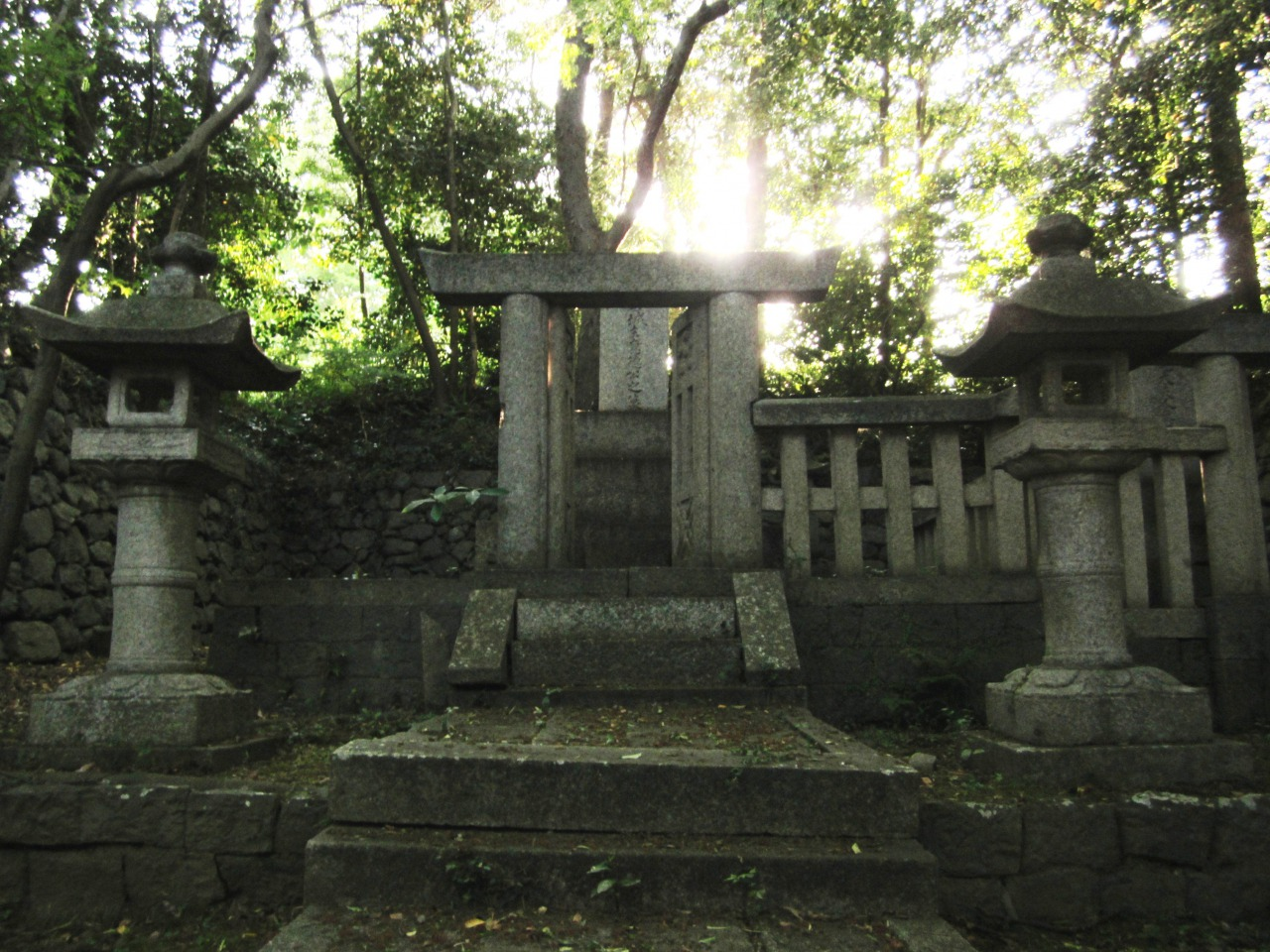
松平定和の墓（照源寺）

松平 定和（まつだいら さだかず）は、江戸時代後期の大名。伊勢国桑名藩主。定綱系久松松平家11代。官位は従四位下・越中守、左少将。

## 生涯
文化9年（1812年）8月18日、桑名藩主・松平定永の次男（長男とも）として江戸八丁堀で誕生。天保4年（1833年）に侍従、溜間詰となる。
天保9年（1838年）に父の死去により家督を相続する。藩財政の再建に努めたが、在任3年足らずの天保12年（1841年）6月22日、桑名で死去した。跡を長男の定猷が継いだ。

## 系譜
父母
- 松平定永（父）
- 綱 - 順承院、蜂須賀治昭の娘（母）

婚約者
- 猗姫 - 徳川斉匡の十女

正室
- 孝姫 - 柔正院、島津重豪の娘

子女
- 松平定猷（長男）生母は孝姫（正室）
- 松平豊子 - 香台院、黒田長知正室（長女）生母は孝姫（正室）